# Inse Cornelssen
Inse Cornelssen (* 12. Februar 1940 in Kaiserslautern) ist eine deutsche Volkswirtin und emeritierte Professorin für Volkswirtschaftslehre an der Hochschule Hannover.

## Leben
Cornelssen studierte von 1962 bis 1967 Theaterwissenschaft, Germanistik und evangelische Theologie. Bis 1978 lebte sie in Berlin. Von 1981 bis 1987 folgte ein Studium der Wirtschaftswissenschaften an der FU Berlin. Sie promovierte 1991 und wurde 1994 zur Professorin an der Fachhochschule Hannover berufen. Sie lehrte dort bis zur Emeritierung 2006 Volkswirtschaftslehre mit den Schwerpunkten Ordnungspolitik und Chaostheorie.
Darüber hinaus beschäftigte Cornelssen sich eingehend mit Algen als Lebensmittel.
Seit 2010 ist Cornelssen im Beirat der Deutschen Umweltstiftung.

## Publikationen (Auswahl)
- Algae and their potentials: on the evolutionary dawn of a new food security policy / Inse Cornelssen. Arbeitspapier des Fachbereich Wirtschaft der Fachhochschule Hannover; 54
- Vom Bipolarismus zum Multipolarismus: die EG als Katalysator weltweiter wirtschaftlicher Regionalisierungstendenzen / Cornelssen, Inse. - Berlin: Das Arab. Buch, 1994
- Der Fall Japan: Kultur als Triebkraft wirtschaftlicher Entwicklung; [Untersuchung zur ökonomischen Relevanz immaterieller Werte] / Cornelssen, Inse. - Frankfurt am Main [u. a.]: Lang, 1991